# Naomi Scott
Naomi Grace Scott (Hounslow, 6 de mayo de 1993), más conocida como Naomi Scott, es una actriz, cantante, bailarina y compositora británica.

## Biografía
Naomi Grace Scott nació en Londres, Reino Unido el 6 de mayo de 1993. Su madre, Usha Scott, es una hindú Gujarati de la India y su padre, Chris Scott, es británico y pastor principal de la Bridge Church. Scott es cristiana y ha participado regularmente como misionera y en misiones de divulgación.

## Carrera
Comenzó a cantar en la Bridge Church Youth Band. Asistió a la Davenant Foundation School y regularmente participó en los musicales de su escuela y producciones teatrales. Fue descubierta por la cantante de pop británico Kelle Bryan de la banda femenina Eternal, quien la contrató como cliente, tras lo cual, Scott se fue a trabajar con los compositores británicos y productores de Xenomania.
Su primer papel importante como actriz fue en una serie de Disney Channel Reino Unido, Life Bites. En 2010 fue elegida como Mohini «Mo» Banjaree en la película original de Disney Channel Lemonade Mouth (2011), su primer papel en una producción estadounidense. Ese mismo año, fue elegida para interpretar a Maddy Shannon en la serie de ciencia ficción Terra Nova, que se estrenó en septiembre de 2011 en la cadena Fox, aunque no fue renovada, sino que fue vendida a una estación televisiva diferente para una segunda temporada.
En octubre de 2017, fue elegida para un papel coprotagonista como Kimberly Hart, la Power Ranger Rosa, en Power Rangers, una adaptación cinematográfica de la serie de televisión del mismo nombre.
En 2019, Scott interpretó a la princesa Jasmine en Aladdin, una adaptación de acción real de la película animada de Walt Disney de 1992 del mismo nombre. Por su papel, Scott ganó el premio Teen Choice Award a la mejor actriz de cine de ciencia ficción/fantasía y también recibió una nominación al premio Saturn a la mejor actriz de reparto. Ese mismo año, Scott interpretó a uno de los tres personajes protagonistas, junto a Kristen Stewart y Ella Balinska, en la comedia de acción Charlie's Angels, la tercera entrega de la franquicia del mismo nombre, estrenada en noviembre.
En 2022, Scott interpretó a Olivia Lytton, una asistente parlamentaria, en la serie de Netflix Anatomy of a Scandal. En 2024, protagonizó la cinta de terror Smile 2, donde interpreta a Skye Riley, una famosa artista de música pop que es perseguida por una misteriosa entidad. También participó en la cinta de ciencia ficción Distant.

## Filmografía
| Año  | Título              | Personaje                       | Notas              |
| ---- | ------------------- | ------------------------------- | ------------------ |
| 2013 | Our Lady of Lourdes | Lourdes                         | Cortometraje       |
| 2015 | Los 33              | Escarlette Sepúlveda            |                    |
| 2015 | The Martian         | Ryoko                           | Escenas eliminadas |
| 2017 | Power Rangers       | Kimberly Ann Hart / Ranger Rosa |                    |
| 2019 | Aladdín             | Jasmine                         |                    |
| 2019 | Charlie's Angels    | Elena Houghlin                  |                    |
| 2024 | Distant             | Naomi Calloway                  |                    |
| 2024 | Smile 2             | Skye Riley                      |                    |

| Año  | Título               | Personaje            | Notas                               |
| ---- | -------------------- | -------------------- | ----------------------------------- |
| 2009 | Life Bites           | Megan                | Papel principal (segunda temporada) |
| 2011 | Lemonade Mouth       | Mohini «Mo» Banjaree | Película de televisión              |
| 2011 | Terra Nova           | Maddy Shannon        | Papel principal                     |
| 2015 | Lewis                | Sahira Desai         | 2 episodios                         |
| 2022 | Anatomy of a Scandal | Olivia Lytton        | Elenco principal (miniserie)        |

## Discografía
- 2011: Lemonade Mouth
- 2014: Invisible Division - EP
- 2016: Promises - EP
- 2019: Aladdin (Original Motion Picture Soundtrack)
- 2024: Smile 2: The Skye Riley EP